# Conférence Trident

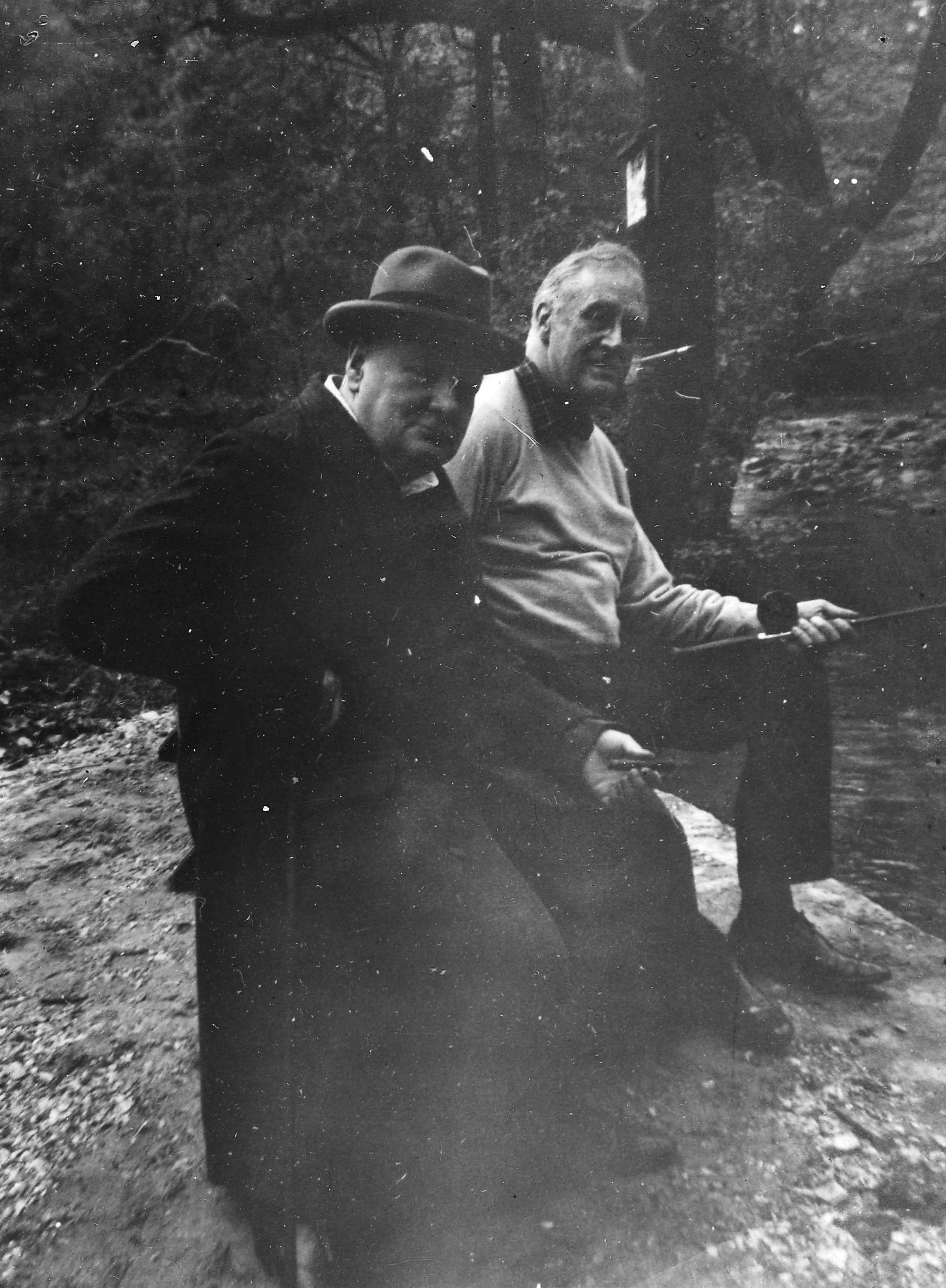
Winston Churchill et Franklin D. Roosevelt à Camp David en 1943 pendant la troisième conférence de Washington.

La troisième conférence de Washington (nom de code Trident) eut lieu du 12 mai au 27 mai 1943, à Washington, DC. Elle fut une réunion stratégique de la Seconde Guerre mondiale, entre les chefs de gouvernement du Royaume-Uni et des États-Unis. Les délégations étaient respectivement dirigées par Winston Churchill et Franklin D. Roosevelt.
Un accord sur les plans pour la campagne d'Italie, les attaques aériennes sur l'Allemagne nazie, la guerre du Pacifique fut obtenu et une date pour envahir l'Europe fut convenue.